# Winterdijkstraat
De Winterdijkstraat is een relatief korte straat in Amsterdam-Zuid.

## Geschiedenis en ligging
De straat kreeg haar naam per raadsbesluit van 1 december 1933; ze werd daarbij vernoemd naar een winterdijk. Parallel aan de straat en ongeveer even lang is de Zomerdijkstraat, vernoemd naar zomerdijk. De Winter- en Zomerdijkstraat omklemmen de Uiterwaardenstraat, vernoemd naar de uiterwaarden gelegen tussen zomer- en winterdijk. De Uiterwaardenstraat is in tegenstelling tot Zomerdijk- en Winterdijkstraat een van de langste straten in de buurt.
Net als de Zomerdijkstraat begint de Winterdijkstraat aan de Hunzestraat (vernoemd naar rivier Hunze en eindigt aan de Kinderdijkstraat (Kinderdijk). Alle straten liggen in de Rivierenbuurt.
De straat heeft geen kunst in de openbare ruimte en is voetgangersgebied.

## Gebouwen
De Kinderdijkstraat heeft alleen bebouwing aan de noordzijde; de zuidzijde is ingericht als (groot) speelterrein annex sportpark. Huisnummers lopen op van 2 tot en met 40, maar nummers tussen 12 en 28 ontbreken. Er zijn drie bouwblokken aanwezig:
- het blok 2 tot en met 6 zijn portiekwoningen ontworpen door de architect C.J.H. Scholten; ze gelden niet als van architectonisch belang; ze stammen uit 1940
- het blok 30 tot en met 40 zijn eveneens portiekwoningen; ze zijn ontworpen door de bekende architect Harry Elte, maar zijn ook niet architectonisch van belang; ze stammen uit 1934
- tussen de twee genoemde blokken staat een (dubbele) school uit 1954.

### Winterdijkstraat 8-10
Bij de inrichting van de buurt werd hier vermoedelijk een houten noodschool geplaatst, net zoals aan het achterliggende terrein aan de Lekstraat 37. Tijdens de wederopbouw werden beide noodscholen vervangen door stenen gebouwen. De scholen werden ontworpen door de Dienst der Publieke Werken, maar de naam van de specifieke architect is vooralsnog onbekend (de dienst werkte als collectief). Beide scholen werden in het kader van eventuele monumentstelling in 2008 opgenomen in de lijst Top 100 Jonge Monumenten/Top 100 van het naoorlogs erfgoed. Beide gebouwen wisten de nominatie echter niet te verzilveren; ze zijn niet benoemd tot gemeentelijk dan wel rijksmonument. De gebouwen vertonen sporen van de stijl Nieuwe bouwen. Ze zijn vanaf de oplevering in gebruik als school. Oorspronkelijk was het nog de bedoeling beide gebouwen door middel van gymlokalen en praktijklokalen te verbinden (zodat een H-school ontstond), maar daar is van afgezien; tussen de scholen ligt een schoolplein. De school aan de Winterdijkstraat is drie etages hoog met daarop een zadeldak. De voor- en achtergevel laten grote glaspartijen zien; de trappenhuizen kregen bakstenen muren.

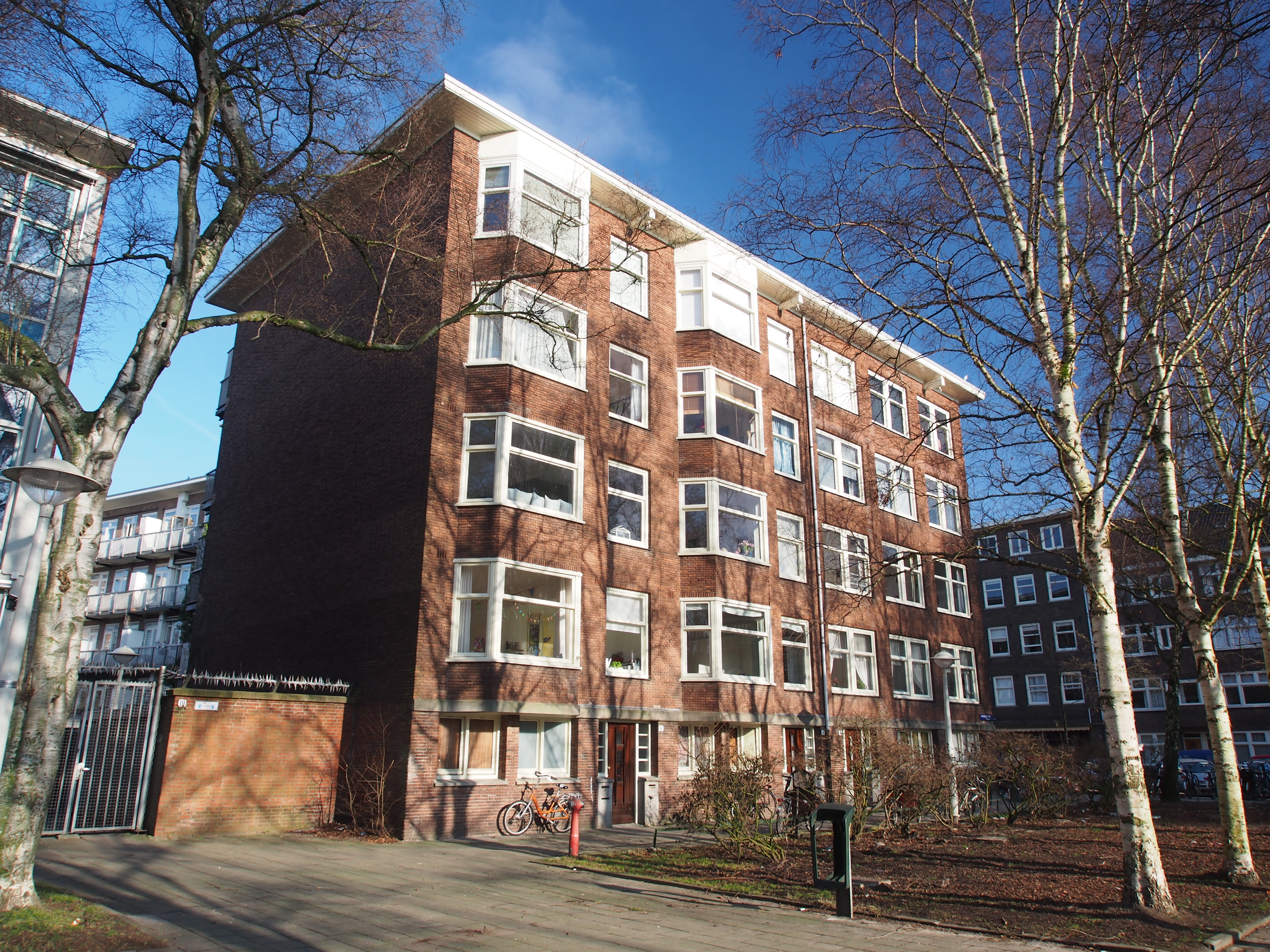
Huizenblok 2-6 (januari 2017)

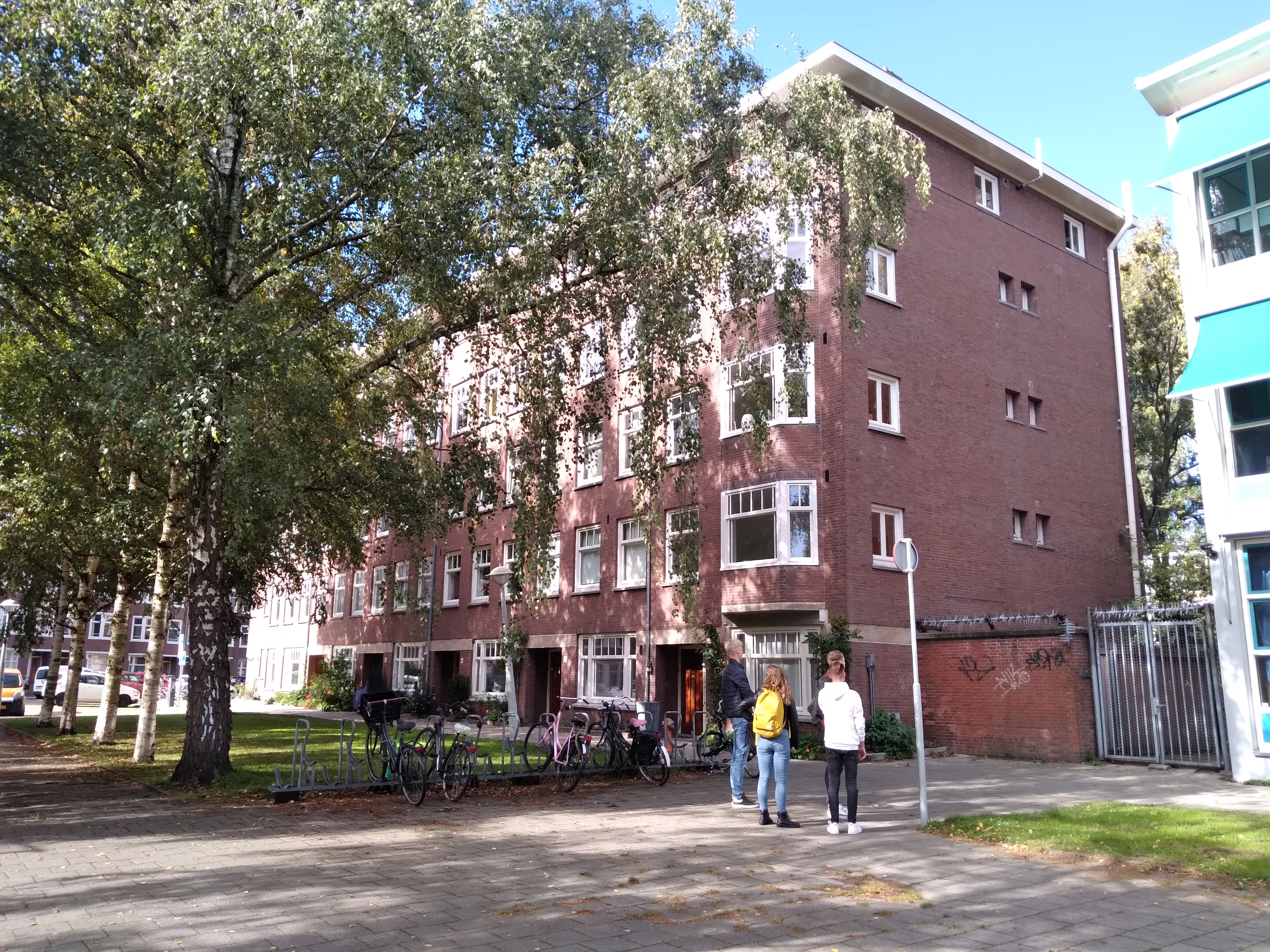
Huizenblok 30-40 (september 2020)